# Simon Ier de Senlis
Pour les articles homonymes, voir Simon Ier.
Simon de Senlis, Saint-Lis (ou St Lyz en anglais) († entre 1111 et 1113), fut comte de Northampton, et comte de Huntingdon en droit de sa femme.

## Biographie
Il est le troisième fils de Laudri de Senlis, seigneur de Chantilly et d'Ermenonville en Picardie, et d'Ermengarde. Son toponyme en anglais, St Lyz, semble être une tentative anglaise d'adaptation du toponyme Senlis. Il a un frère plus âgé nommé Gui de Senlis († 1124), qui hérite du patrimoine familial. Les fils de ce dernier deviendront des soutiens importants des rois capétiens, trois d'entre eux tenant successivement l'office de Grand Bouteiller de France. Un autre de ses frères, Hubert, accède au chapitre de Notre-Dame de Paris.
D'après la charte de fondation de l'abbaye de Sawtry, fondée par son fils Simon († 1153), et un registre du prieuré de Saint-Andrew de Northampton, Simon de Senlis serait venu en Angleterre en 1066, et aurait été patronné par Guillaume le Conquérant. Son absence du Domesday Book, compilé en 1086, suggère plutôt une arrivée plus tardive, sous Guillaume le Roux.
Très peu de choses sont connues sur sa carrière. Toutefois, il doit se distinguer particulièrement pour avoir le droit d'épouser Mathilde ou Maud († 1131), la fille et héritière de Waltheof († 1076), comte de Northumbrie, et de la comtesse Judith, une nièce du Conquérant. Il obtient, probablement en droit de sa femme (de jure uxoris), les titres de comtes de Northampton et Huntingdon, au plus tard en 1090.
D'après un traité de la fin du XIIe siècle, Simon de Senlis fait un pèlerinage à Jérusalem. Comme Suger de Saint-Denis mentionne qu'il est capturé et rançonné durant une campagne de Guillaume le Roux dans le Vexin en 1098, il fait certainement ce voyage après la première croisade. Il est témoin de la charte des libertés signée par Henri Ier, à son couronnement le 5 août 1100. 
Il accompagne peut-être le roi, en 1102, durant sa campagne contre le château de Tickhill appartenant à Robert II de Bellême. Il est témoin de chartes royales de 1100 à 1103, en 1106, 1107, 1109 et 1110. Il construit probablement le premier château de Northampton et les murs de la ville. Il est le fondateur de l'église de Toussaint, et du prieuré clunisien de Saint-Andrew, une dépendance de l'abbaye de La Charité-sur-Loire.
Il entreprend un second voyage en Terre sainte, mais meurt à La Charité-sur-Loire, la « fille aînée de Cluny », et est inhumé dans l'église du nouveau prieuré. Il est possible que ses restes soient ultérieurement transférés au prieuré de St Neots, qu'il avait patronné. La date de sa mort se situe entre 1111, date à laquelle il est témoin d'une charte du roi Henri Ier, et 1113, date à laquelle David Ier d'Écosse est reconnu comte de Huntingdon, après avoir épousé Mathilde, la veuve de Simon.

## Famille et descendance
Il épouse Mathilde ou Maud († 1131), la fille et héritière de Waltheof († 1076), comte de Northumbrie, et de la comtesse Judith, une nièce du Conquérant. Le couple eut trois enfants :
- Mathilde de Senlis († 1140), épousa Robert FitzRichard de Clare ;
- Simon II de Senlis († 1153), comte de Huntingdon et de Northampton ;
- Waltheof ou Waldef, dit le Saint (vers 1095-1159), moine cistercien devient abbé de Melrose en 1149.

Après sa mort, sa veuve épouse le futur roi David Ier d'Écosse.

## Sources
- Matthew Strickland, « Senlis, Simon (I) de, earl of Northampton and earl of Huntingdon (d. 1111x13) », dans Oxford Dictionary of National Biography, Oxford University Press, 2004. Accédé en novembre 2008.
- (en) Comtes de Huntingdon.